# Andy Lennon
Pour les articles homonymes, voir Lennon.
Andy Lennon (1er septembre 1914 - 24 novembre 2007) est plus particulièrement associé à son travail dans la conception avancée de modèles réduits d'avions.

## Implication dans la fabrication
Lennon est entré dans l'industrie canadienne de la construction aéronautique et est ensuite passé à la fabrication générale en tant qu'ingénieur industriel. Tout au long de sa carrière, il a continué à étudier l'aéronautique, en particulier la conception d'aéronefs, les textes aéronautiques, les rapports NACA et NASA et les périodiques aéronautiques. Il a testé de nombreuses théories aéronautiques en concevant, en construisant et en pilotant près de 25 modèles-miniatures expérimentaux de radiocommandes d'avions légers potentiels. Un modèle, le Seagull III était un bateau volant avec de larges capacités de voltige. Lennon était pilote breveté aux États-Unis et au Canada.

## Développement de la conception de modèles
Sans surprise, la majorité des créations inédites de M. Lennon sont conservées entre les mains de Ken Charron, concepteur principal avec lequel Andy a collaboré au développement et à la sortie du kit "Robin" - le seul design connu d'Andy Lennon à être produit en [kit] forme. 

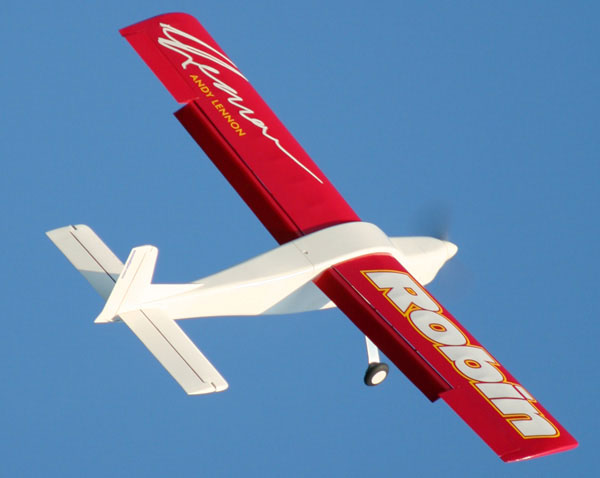
Notez le profil traditionnel que l'on retrouve dans de nombreux designs d'Andy.
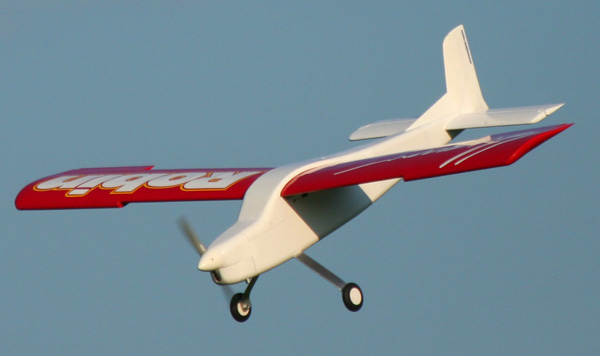
Robin d'Andy Lennon présenté sous forme de kit.